# Артикль в немецком языке
Артикль в немецком языке — это особая часть речи (артикль), сопровождающая существительное, отражающая категорию его определённости или неопределённости и указывающая на род, число и падеж существительного. В немецком языке выделяют определённый (der bestimmte Artikel) и неопределённый артикли (der unbestimmte Artikel). Если перед существительным нет ни определённого, ни неопределённого артикля, то говорят, что задействован нулевой артикль (der Nullartikel). В отличие, например, от некоторых скандинавских и балканских языков, немецкий артикль в большинстве случаев располагается непосредственно перед существительным. В случае, если перед существительным имеется определение, артикль ставится перед определением (при слабом и смешанном склонении прилагательных).

## Определённый артикль
В немецком языке определённый артикль ставится перед существительным, если:
- предмет уже известен, то есть определён (Der Vater ist schon gekommen);
- называемый предмет единственный в своём роде (Und die Sonne scheint);
- существительное употребляется с прилагательным в Superlativ или порядковым числительным (Der beste Schüler unserer Klasse; Heute ist der zweite Oktober);
- существительное обозначает день недели, месяц, или время года (Der Mittwoch, der März, der Frühling).

Склонение определённых артиклей
| Падеж     | Мужской род | Женский род | Средний род | Множественное число |
| --------- | ----------- | ----------- | ----------- | ------------------- |
| Nominativ | der         | die         | das         | die                 |
| Genitiv   | des         | der         | des         | der                 |
| Dativ     | dem         | der         | dem         | den                 |
| Akkusativ | den         | die         | das         | die                 |

## Неопределённый артикль
Неопределённый артикль употребляется, если:
- предмет не назван, не известен, то есть не определён (Da kommt ein Weib);
- существительное обозначает один предмет из группы подобных предметов (Die Tanne ist ein Nadelbaum);
- присутствует сравнение (Er verhält sich wie ein guter Mensch);
- существительное в составе сложного именного сказуемого (Das Buch ist ein Substantiv).

Склонение неопределённых артиклей
| Падеж     | Мужской род | Женский род | Средний род |
| --------- | ----------- | ----------- | ----------- |
| Nominativ | ein         | eine        | ein         |
| Genitiv   | eines       | einer       | eines       |
| Dativ     | einem       | einer       | einem       |
| Akkusativ | einen       | eine        | ein         |

## Нулевой артикль
В некоторых случаях артикль в немецком языке может опускаться, то есть становиться нулевым:
- Место артикля занято другими частями речи:
  - есть слова-заменители — указательные, притяжательные, неопределённые, или отрицательные местоимения (Meine Mutter kocht so gut);
  - существительное — имя собственное или наименование профессии (Das ist Karl, er ist Arzt);
  - существительное стоит в Genitiv и является определением/перед словом стоит существительное в Genitiv, являющееся определением (Das ist Ottos Auto);
- Артикль опускается в случае употребления существительных без определения и уточнения, но необходим при их наличии:
  - речь идёт о неисчисляемых понятиях (Ich brauche Geld; Ich habe Angst; НО: Ich brauche das Geld nicht; Das ist die größte Angst meines Lebens);
  - речь идёт о веществе (Ich trinke Tee mit Zucker aber ohne Milch; НО: Ich möchte den kalten Tee mit dem braunen Zucker);
- Артикль не употребляется в некоторых случаях употребления существительных с предлогом:
  - в некоторых устойчивых выражениях (in erster Linie; mit Sicherheit; von Beruf; aus Versehen; mit Rat und Tat);
  - всегда при употреблении с некоторыми предлогами, например с предлогом ohne (ohne Absicht; ohne Sonne; ohne Zweifel).